# ترتیوفن
ترتیوفن (به انگلیسی: Terthiophene) با فرمول شیمیایی C۱۲H۸S۳ یک ترکیب شیمیایی با شناسه پاب‌کم ۶۵۰۶۷ است. که جرم مولی آن ۲۴۸٫۳۹ g/mol می‌باشد. شکل ظاهری این ترکیب، جامد زرد کمرنگ است.